# Gregorio Aznárez
Gregorio Aznárez est une ville de l'Uruguay située dans le département de Maldonado. Sa population est de 902 habitants.

## Population
| Année | Population |
| ----- | ---------- |
| 1963  | 169        |
| 1975  | 506        |
| 1985  | 642        |
| 1996  | 1 003      |
| 2004  | 902        |

,